# Didi Lilo
Didi Lilo (en georgiano: დიდი ლილო) es un asentamiento de tipo urbano de Georgia ubicado en el noreste del área metropolitana de Tiflis, siendo parte del distrito de Samgori. Didi Lilo es conocido por ser el lugar de gran parte de la familia de Iósif Stalin.

## Geografía
Didi Lilo se encuentra en la meseta de Iori, a 5 kilómetros al oeste de Tiflis.

## Historia
En 1974, Didi Lilo recibió el estatus de asentamiento de tipo urbano (daba). Hasta 2008, Didi Lilo formaba parte del municipio de Gardabani de la región de Baja Iberia.
A principios de 2013, estalló un escándalo en Didi Lilo en el que unos 50 vecinos de la aldea han bloqueado la carretera que conduce al vertedero, oponiéndose a la existencia de un vertedero en el asentamiento y exigieron su traslado o destrucción.

## Demografía
La evolución demográfica de Didi Lilo entre 1979 y 2014 fue la siguiente:
| 2305                                            | 4208 | 2420 | 2417 |
| (Fuente: Population of Georgia in Soviet times) |      |      |      |

Según el censo de 2014, los georgianos constituían el 97,2% de la población local, los yazidíes el 1,1% y los armenios, el 0,5%.

## Economía
Los archivos del ministerio de justicia de Georgia y la planta piloto de materiales de carburo de Tiflis se encuentran aquí.

## Personas ilustres
- Vissarión Dzhugashvili (1849/1850-1909): padre del líder soviético Iósif Stalin.